# Internetová kavárna

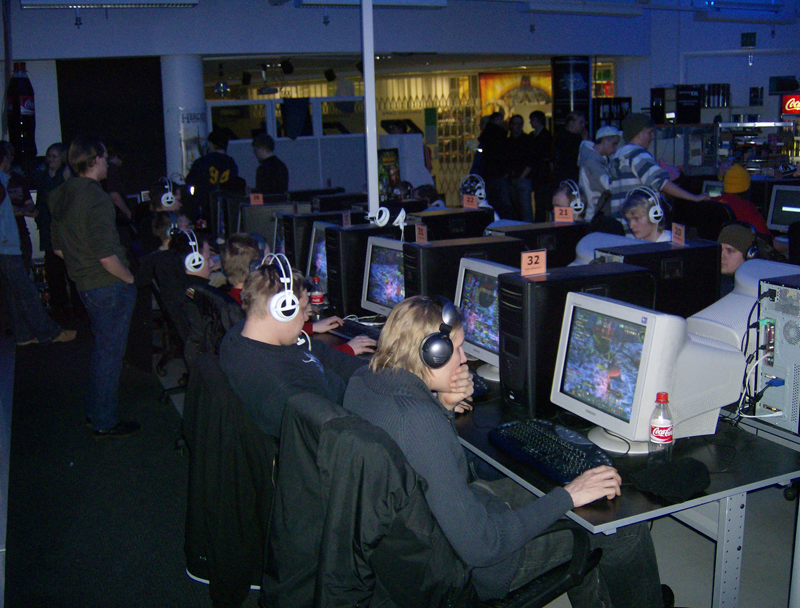
Internetová kavárna

Internetová kavárna je veřejně přístupné místo, kde si návštěvník může pronajmout počítač s připojením do sítě Internet. Svůj název získal tento druh podnikání od možnosti zakoupit si k pronajatému počítači drobné občerstvení – kávu, čaj apod. Internetové kavárny jsou často interiérem koncipovány tak, aby připomínaly běžnou kavárnu.
Mezi známé pražské internetové kavárny patří internetová kavárna Spika nebo Planeta.
Některé internetové kavárny nabízejí kromě občerstvení další služby: mezinárodní telefonní hovory, skenování obrázků, možnost čtení paměťových karet fotoaparátů a pokročilé programové vybavení pronajímaných počítačů.
V průběhu času koncepce internetových kaváren zastarala; mimo Prahu byly internetové kavárny často rušeny, a to zejména kvůli nevýnosnosti tohoto typu podnikání. Poskytování internetových služeb kaváren se rozdělilo na internetové herny a kavárny s připojením Wi-Fi.